# سالزانو
سالزانو هي بلدةوكوميون (مدينة) في مدينة البندقية، فينيتو، شمال إيطاليا، وتقع على بعد 15 كيلومتر (9 ميل) من البندقية.

## التاريخ
كانت منطقة سالزانو مأهولة في العصر الروماني، لكن الوثائق الأولى التي تشهد على وجودها تعود إلى العصور الوسطى (1283).

## المعالم السياحية الرئيسية
تقع قاعة المدينة في منطقة فيلا جاكور القديمة، التي كانت مملوكة لعائلة يهودية كانت تدير مغازلًا. تقع الفيلا بالقرب من بقايا المغزل والمدخنة العالية. تضم حديقة بها بحيرتان صناعيتان ومغارة صغيرة.
برج جرس الكنيسة هو الأعلى على الإطلاق، وقد بناه المهندس المعماري الشهير جيجي مورتاديل. كان البابا بيوس العاشر رئيس كهنة المدينة من عام 1867 حتى عام 1875. يضمّ برج الجرس متحفًا صغيرًا مخصصًا له.

## المدن التوأم
توأمت سالزانو مع:
- فيلفونتين، فرنسا منذ عام 2009
- بانياشونغ، بنغلاديش

## روابط خارجية
- صور سالزانو
- تاريخ سالزانو باللغة الإيطالية